# Axstedt
Axstedt est une commune de l'arrondissement d'Osterholz, Land de Basse-Saxe.

## Géographie
Axstedt se situe dans la plaine d'Allemagne du Nord, dans le Wesermünder Geest. Son territoire est traversé par le Billerbeck, un affluent de la Lune.
|                     | Beverstedt  |        |
| Hagen im Bremischen | Axstedt     | Holste |
|                     | Lübberstedt |        |

La commune se trouve sur la ligne de Brême à Bremerhaven.

## Histoire
Axstedt est mentionné pour la première fois en 1105 sous le nom d'Achenstedi.

## Personnalités liées à la commune
- Reinhard Woltman (1757-1837), ingénieur.